# 安德拉什二世
安德拉什二世（匈牙利語：II.András），匈牙利阿尔帕德王朝的国王（1205年—1235年在位）。匈牙利國王贝拉三世之次子。他在与长兄伊姆雷国王长期争斗并把伊姆雷之子和继承人拉斯洛三世（只是个幼儿）及其母阿拉贡的康斯坦丝赶出匈牙利之后成为国王。
安德拉什二世据说是一个喜欢奢侈的国王；在他执政时期，匈牙利的王权日益衰弱。1217年—1218年，安德拉什二世参加了原目标为叙利亚后攻向埃及的毫无成效的第五次十字军东征。
1222年，安德拉什二世在贵族要求之下颁布了黄金诏书。诏书对中小领主和大封建主作出很多让步。1235年，安德拉什二世逝世，王位由長子貝拉四世繼承。

## 家庭
安德拉什二世和他的第一個妻子格特鲁德生了5个孩子：
1. 匈牙利的玛丽 (1203-1221) 与保加利亚沙皇伊凡·阿森二世结婚
2. 贝拉四世 (1206-1270)
3. 匈牙利的伊丽莎白 (1207-1231)
4. 科羅曼·烏戈爾斯基（英语：Coloman of Galicia-Lodomeria）（克罗地亚公爵，加利奇公爵，1208-1241）
5. 安德烈·烏戈爾斯基（英语：Andrew of Hungary, Prince of Halych）（加利奇公爵，1210-1234)

安德拉什二世和第二個妻子尤兰德·德·考特尼生了1个女儿：
1. 匈牙利的尤兰（1215-1251）与阿拉贡国王海梅一世结婚

安德拉什二世和第三個妻子，埃斯特家族的貝亞特麗切·埃斯特生了1个儿子：
1. 伊什特萬（1236年-1271）

| 安德拉什二世 阿爾帕德王朝出生于：約1175年逝世於：1235年9月21日 | 安德拉什二世 阿爾帕德王朝出生于：約1175年逝世於：1235年9月21日 | 安德拉什二世 阿爾帕德王朝出生于：約1175年逝世於：1235年9月21日 |
| 統治者頭銜                                                     | 統治者頭銜                                                     | 統治者頭銜                                                     |
| -------------------------------------------------------------- | -------------------------------------------------------------- | -------------------------------------------------------------- |
| 前任者： 羅曼·姆斯季斯拉維奇                                   | 加利奇大公 1188–1189或1190                                     | 繼任者： 弗拉基米爾·雅羅斯拉維奇                               |
| 前任者： 拉斯洛三世                                            | 匈牙利國王兼克羅地亞國王 1205–1235                             | 繼任者： 貝拉四世                                              |
| 前任者： 羅曼·伊戈羅維奇 (相當於大公)                          | 加利奇國王 1208或1209–1210                                     | 繼任者： 弗拉基米爾·伊霍羅維奇 (相當於大公)                    |